# 520-мм железнодорожная гаубица образца 1916 года
520-мм железнодоро́жная га́убица Шнеде́ра обр. 1916 г. (фр. Obusier de 520 modèle 1916) — французская железнодорожная гаубица особой мощности, разработанная во время Первой мировой войны, но не принимавшая участия в боевых действиях до её окончания. Была построена в двух экземплярах, один из которых в 1918 году вышел из строя во время испытаний вследствие взрыва снаряда в канале ствола, а другой состоял на вооружении французской армии и был захвачен немцами во время Французской кампании 1940 года и использовался ими на фронте под Ленинградом.

## История разработки
Заказ на две сверхтяжёлых 520 мм железнодорожные гаубицы был выдан комиссией по тяжёлой железнодорожной артиллерии (фр. Artillerie Lourde sur Voie Ferrée) фирме Schneider et Cie 24 января 1916 года, на разработку ушло около года (первая гаубица была готова 11 ноября 1917 года, вторая — 7 марта 1918 года).
В присутствии союзнической печати первые стрельбы обоих орудий были проведены в феврале — марте 1918 года. 27 июля 1918 года на полуострове Киберон производились испытания первой выпущенной гаубицы. Во время выстрела снаряд разорвался в стволе, и орудие оказалось уничтожено.
Второе орудие после испытательных стрельб с 1919 года хранилось в Ле-Крёзо, а затем в новом арсенале тяжёлой железнодорожной артиллерии в Нёви-Пайу. Также на хранении состояли две генерирующие станции, запасные стволы и снаряды.
После начала Второй мировой войны было принято решение вернуть орудие в строй. В 1939 году гаубица вернулась в мастерские Шнейдера в Ле-Крёзо для ремонта и должна была по планам быть готова к июлю 1940 года. Вследствие этого орудие не успело принять участия в военных действиях и было захвачено немецкими войсками на заводе.

## Описание конструкции
Масса ствола составляла 44 тонны, длина — 11.9 м (15 клб, или L/15). Угол вертикального наведения — от +20° до +60°, горизонтальное наведение отсутствовало. Наведение осуществлялось вручную.
Противооткатные устройства — четыре гидравлических тормоза отката, два пневматических накатника. Длина отката 945 мм, откат — скользящий и в люльке.
Главная рама помещалась на балансирах на двух парных четырёхосных колёсных тележках.
При заряжании ствол орудия опускался горизонтально. Подача снарядов осуществлялась с тележек. Подъём снарядов и заряжание имело электропривод, для электропитания предназначался отдельный электрогенератор.

## Боеприпасы
Для стрельбы применялись фугасные гранаты массой 1370 и 1420 кг и бетонобойный снаряд массой 1654 кг. Заряжание было раздельное, картузное, с переменным зарядом.

## Боевое применение
В Вермахте это орудие получило обозначение 52 cm Haubitze (E) 871(f) и поступило на вооружение новосформированной одноорудийной 686-й железнодорожной батареи (Artillerie-Batterie (E.) 686). На фронт орудие прибыло 31 октября 1941 года; оно обстреливало цели в окрестностях Ленинграда, но уже 3 января 1942 года вышло из строя вследствие детонации снаряда в канале ствола (как и первый экземпляр орудия). Орудие не подлежало ремонту и вопреки бытующей легенде, не было захвачено советскими войсками во время окончательного снятия блокады Ленинграда.